# Martin Benko
Martin Benko [martyn benko] (* 5. března 1952) je bývalý slovenský fotbalový záložník.

## Hráčská kariéra
V československé lize hrál za ZŤS Košice, dal 1 ligový gól. Ve druhé nejvyšší soutěži hrál za Vagónku Poprad.

### Ligová bilance
| Ročník                                      | Zápasy | Góly | Minuty | Klub           |
| ------------------------------------------- | ------ | ---- | ------ | -------------- |
| 1. československá fotbalová liga 1978/79    | 14     | 1    | –      | ZŤS Košice     |
| 1. československá fotbalová liga 1979/80    | –      | 1    | –      | ZŤS Košice     |
| 1. slovenská národní fotbalová liga 1981/82 | 29     | 12   | –      | Vagónka Poprad |
| 1. slovenská národní fotbalová liga 1982/83 | 23     | 7    | –      | Vagónka Poprad |
| 1. slovenská národní fotbalová liga 1983/84 | 27     | 13   | –      | Vagónka Poprad |
| 1. slovenská národní fotbalová liga 1984/85 | 8      | 0    | –      | Vagónka Poprad |
| CELKEM 1. liga                              | –      | 1    | –      |                |